# Alessandro Preziosi

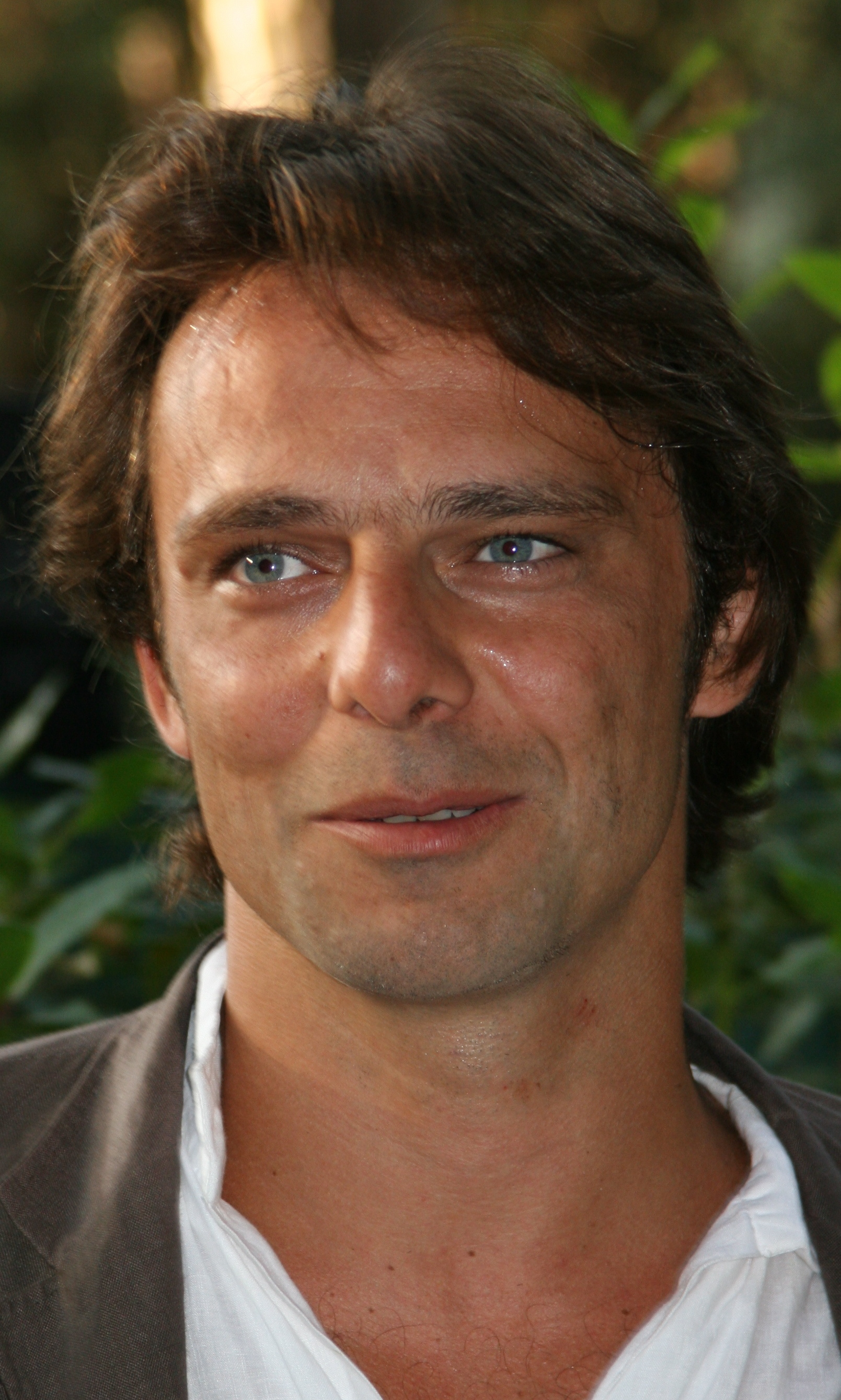
Alessandro Preziosi

Alessandro Preziosi (* 19. April 1973 in Neapel) ist ein italienischer Schauspieler.

## Leben
Alessandro Preziosi studierte zunächst Rechtswissenschaften an der Universität Neapel Federico II. Er schloss mit Auszeichnung ab und arbeitete zwei Jahre als Rechtsanwalt in Avellino. 
Preziosi absolvierte anschließend eine Schauspielausbildung an der Accademia dei Filodrammatici in Mailand, die er mit dem Diplom als Bühnenschauspieler beendete. Während seiner Ausbildung trat er am Teatro Filodrammatici in Mailand unter anderem in Frühlings Erwachen von Frank Wedekind und in verschiedenen Theaterstücken italienischer Autoren auf. Er debütierte als Theaterschauspieler 1998 am Teatro Stabile del Friuli-Venezia Giulia mit der Rolle des Laertes in Hamlet, unter der Regie von Antonio Calenda und Kim Rossi Stuart in der Titelrolle. In der Orestie des Aischylos spielte er dort die Rollen des Orest (2001, 2003) und des Herolds (2001). In der Spielzeit 2004/2005 übernahm er dort den intriganten Königssohn Edmund in William Shakespeares König Lear. Im Juli 2008 spielte er am Teatro Romano in Verona die Titelrolle in Hamlet in einer Produktion des Khora Teatro. Mit dieser Produktion unternahm Preziosi in der Spielzeit 2008/2009 und in der Spielzeit 2009/2010 auch eine erfolgreiche landesweite Italien-Tournee. Mit dem Khora Teatro realisierte Preziosi auch eigene Produktionen, unter anderem die musikalische Komödie Datemi tre caravelle (2005–2007) mit der Musik von Stefano Di Battista, in der Preziosi die Rolle des Christoph Kolumbus übernahm, und das Melodram Il Ponte (2008), ebenfalls mit der Musik von Stefano Di Battista, in der Preziosi spielte und gleichzeitig Regie führte. 2009 produzierte er William Shakespeares Was ihr wollt (2009), das im Rahmen des Shakespeare-Festivals am Teatro Romano in Verona zur Erstaufführung gelangte und bei mehreren italienischen Theaterfestivals gezeigt wurde.
Preziosis Filmkarriere begann 1999 mit der Mitwirkung in der italienischen Seifenoper Vivere und der italienischen Miniserie Una donna per amico 2. Besondere Bekanntheit erlangte Preziosi als Conte Fabrizio Ristori in der italienischen Telenovela Elisa di Rivombrosa, in der er an der Seite von Vittoria Puccini spielte. Mit Giuliano Gemma war er in der Krimiserie Il Capitano zu sehen, außerdem übernahm er die Titelrolle in der TV-Miniserie Il commissario De Luca.
Im Kino war Preziosi in Vaniglia e cioccolato, Das Haus der Lerchen, I vicerè, Il sangue dei vinti und in Mine vaganti zu sehen. In Mine vaganti von Ferzan Özpetek, der auch bei den Internationalen Filmfestspielen in Berlin gezeigt wurde, spielte Preziosi als Antonio die Rolle des schwulen Bruders des männlichen Hauptdarstellers Riccardo Scamarcio. Während Preziosi in seiner Filmrolle für gelebte Homosexualität und dafür eintritt, zu den eigenen Gefühlen zu stehen, steht Preziosi der Homosexualität und gleichgeschlechtlichen Lebenspartnerschaften eher ablehnend gegenüber.
Im Jahr 2006 übernahm er im Fernsehfilm L'uomo che rubò la Gioconda die Rolle des Kunstdiebs Vincenzo Peruggia, der 1911 die Mona Lisa aus dem Pariser Louvre gestohlen hatte.
2008 spielte er in der deutsch-italienischen TV-Koproduktion Augustinus, einer Filmbiografie über den Kirchenlehrer Augustinus, die im April 2010 als Zweiteiler in der ARD gezeigt wurde, die Titelrolle als junger, erwachsener Mann, während der alte Augustinus von Franco Nero verkörpert wurde. Beim Ravenna Festival 2010 trat Preziosi im Juni 2010 in der Basilica Sant’Apollinare in Classe mit einer Lesung von Texten des Augustinus unter dem Titel Dal più segreto fondo della mia anima auf.
Preziosi hat mit der Schauspielerin Vittoria Puccini eine gemeinsame Tochter. Seit Januar 2011 ist das Paar getrennt. Preziosi ist außerdem Vater eines Sohnes aus einer früheren Beziehung. 2009 geriet Preziosi in die Schlagzeilen der italienischen Boulevard-Presse, als eindeutige Fotos von ihm und Giorgia Pagliacci, einem italienischen Model, erschienen. Aufsehen erregte im März 2010 auch sein Interview mit Nacktauftritt in der italienischen TV-Show Viktor Victoria.

## Filmografie (Auswahl)
- 1999: Vivere (Fernsehserie)
- 1999: Una donna per amico 2
- 2003: Elisa di Rivombrosa (Fernsehserie)
- 2004: Vaniglia e cioccolato
- 2005–2007: Il capitano (Fernsehserie)
- 2006: L'uomo che rubò la Gioconda (Fernsehfilm)
- 2007: Das Haus der Lerchen (La masseria delle allodole)
- 2007: Die Vizekönige (I vicerè)
- 2008: Il sangue dei vinti
- 2008: Il commissario De Luca (Fernsehserie)
- 2010: Kusswechsel 2 – Gegensätze ziehen sich aus (Maschi contro femmine)
- 2010: Männer al dente (Mine vaganti)
- 2010: Augustinus (Fernsehserie Sant'Agostino)
- 2011: Kusswechsel – Kein Vorspiel ohne Nachspiel (Femmine contro maschi)
- 2011: Edda Ciano e il comunista (Fernsehfilm)
- 2013: Lebe lieber italienisch! (Fernsehfilm)
- 2015: Die Schöne und das Biest (Miniserie)
- 2021: Mein Bruder, meine Schwester (Mio fratello, mia sorella)